# ایشتوان نادی (بازیکن فوتبال)
ایشتوان نادی (مجاری: István Nagy; ۱۴ آوریل ۱۹۳۹ – ۲۲ اکتبر ۱۹۹۹) بازیکن فوتبال اهل مجارستان بود.
از باشگاه‌هایی که در آن بازی کرده‌است می‌توان به باشگاه فوتبال ام‌تی‌کی بوداپست اشاره کرد.
وی به‌همراه تیم ملی فوتبال مجارستان در بازی‌های المپیک تابستانی ۱۹۶۴ به مقام قهرمانی دست پیدا کرده‌است.